# Визовые требования для граждан Китая

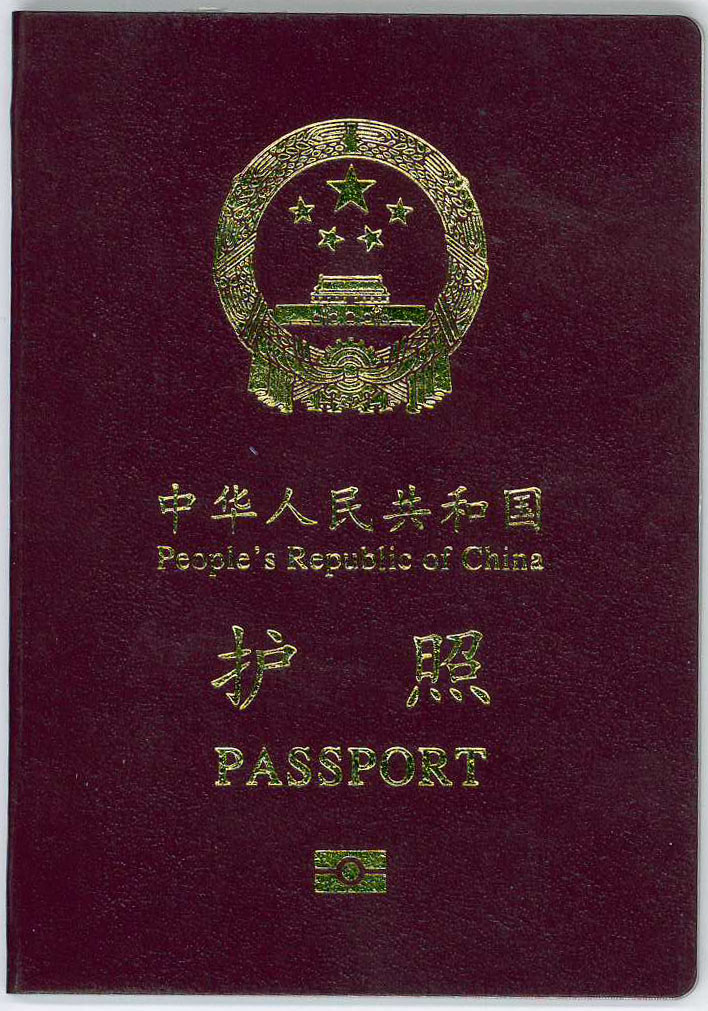
Обычный китайский паспорт

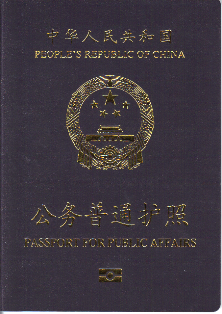
Китайский паспорт для общественных дел, вариант служебного паспорта

Визовые требования для граждан КНР — административные ограничения, налагаемые на граждан Китая властями других государств. По данным Индекса визовых ограничений на февраль 2016 года, держателям китайского паспорта позволен въезд без виз или виза по прибытии в 50 странах и территориях. Китайский паспорт занимает в индексе 87-е место в мире (вместе с Камбоджей). Министерство иностранных дел КНР, однако перечисляет 56 стран и территорий, с которыми китайские граждане имеют безвизовый режим или могут получить визу по прибытии по состоянию на 1 июня 2016. До февраля 2014 года китайские иммиграционные власти, как правило, не допускали граждан материковой части Китая на борт выездных рейсов без действительной визы страны назначения, даже если виза страны назначения выдаётся по прибытии, если выезд не был утвержден Министерством общественной безопасности. Исключения были возможны, если у путешественника была виза третьей страны и стыковочный рейс в ту страну.